# تپه بیزو قلعه سی
تپه بیزو قلعه سی مربوط به هزاره اول قبل از میلاد است و در شهرستان نمین، بخش عنبران، روستای جید واقع شده و این اثر در تاریخ ۲۷ مرداد ۱۳۸۲ با شمارهٔ ثبت ۹۶۷۶ به‌عنوان یکی از آثار ملی ایران به ثبت رسیده است.